# جيانلوكا فرابوتا
جيانلوكا فرابوتا (بالإيطالية: Gianluca Frabotta؛ مواليد 24 يونيو 1999) هو لاعب كرة قدم إيطالي يلعب في مركز الظهير الأيسر مع نادي يوفنتوس في الدوري الإيطالي لكرة القدم.

## الإحصائيات

### النادي
آخر تحديث 20 سبتمبر 2020.
| النادي            | الموسم     | الدوري                         | الدوري | الدوري  | الكأس  | الكأس   | أوروبا | أوروبا  | أخرى   | أخرى    | المجموع | المجموع |
| النادي            | الموسم     | الدرجة                         | الظهور | الأهداف | الظهور | الأهداف | الظهور | الأهداف | الظهور | الأهداف | الظهور  | الأهداف |
| ----------------- | ---------- | ------------------------------ | ------ | ------- | ------ | ------- | ------ | ------- | ------ | ------- | ------- | ------- |
| رينات (إعارة)     | 2018–19    | الدوري الإيطالي الدرجة الثالثة | 12     | 0       | 1      | 0       | —      | —       | —      | —       | 13      | 0       |
| بوردينوني (إعارة) | 2018–19    | الدوري الإيطالي الدرجة الثالثة | 7      | 0       | —      | —       | —      | —       | 2      | 0       | 7       | 0       |
| يوفنتوس تحت 23    | 2019–20    | الدوري الإيطالي الدرجة الثالثة | 20     | 1       | —      | —       | —      | —       | —      | —       | 20      | 1       |
| يوفنتوس           | 2019–20    | الدوري الإيطالي الدرجة الأولى  | 1      | 0       | —      | —       | —      | —       | —      | —       | 1       | 0       |
| يوفنتوس تحت 23    | 2020–21    | الدوري الإيطالي الدرجة الثالثة | 0      | 0       | —      | —       | —      | —       | 0      | 0       | 0       | 0       |
| يوفنتوس           | 2020–21    | الدوري الإيطالي الدرجة الأولى  | 1      | 0       | 0      | 0       | 0      | 0       | 0      | 0       | 1       | 0       |
| الإحصائيات        | الإحصائيات | الإحصائيات                     | 41     | 1       | 1      | 0       | 0      | 0       | 2      | 0       | 44      | 1       |

1. ↑  المباريات في كأس السوبر الإيطالي في الدوري الدرجة الثالثة

## الإنجازات

### النادي
بوردينوني
- الدوري الإيطالي الدرجة الثالثة (المجموعة ب): 2018–19
- كأس السوبر الإيطالي في الدوري الدرجة الثالثة: 2019

 يوفنتوس تحت 23
- كأس إيطاليا في الدوري الدرجة الثالثة: 2019–20

 يوفنتوس
- الدوري الإيطالي الدرجة الأولى: 2019–20